# 阿拉贡国王台阶
阿拉贡国王台阶（Escalier du roi d'Aragon）是科西嘉岛博尼法乔的一处著名旅游景点。这个台阶是人们直接在博尼法乔石灰岩悬崖边上开凿而成),由187级台阶组成，倾斜度约为45度。

## 位置
阿拉贡国王台阶位于地中海边，科西嘉岛的南端，在博尼法乔城堡（citadelle de Bonifacio）所在的蒂蒙角（Pointe du Timon）以南，俯瞰将科西嘉岛与撒丁岛隔开的博尼法乔海峡。

## 遗产
阿拉贡国王台阶已被列为历史古迹。